# Upheaval Dome
Upheaval Dome – krater uderzeniowy w stanie Utah, w USA. Skały krateru są widoczne na powierzchni ziemi.
Krater pierwotnie miał średnicę 10 km, powstał nie dawniej niż 170 milionów lat temu w jurze, w skałach osadowych. Struktura ta była pierwszy raz poddana badaniom geologicznym w 1927 roku. Przeważały opinie, że jest to wysad solny lub struktura kryptowulkaniczna. W 1984 wykazano, że jest to dno krateru uderzeniowego; górne dwa kilometry skał zostały zerodowane. Widoczna część obejmuje wyniesienie centralne i zdeformowane, przemieszczone młodsze skały.

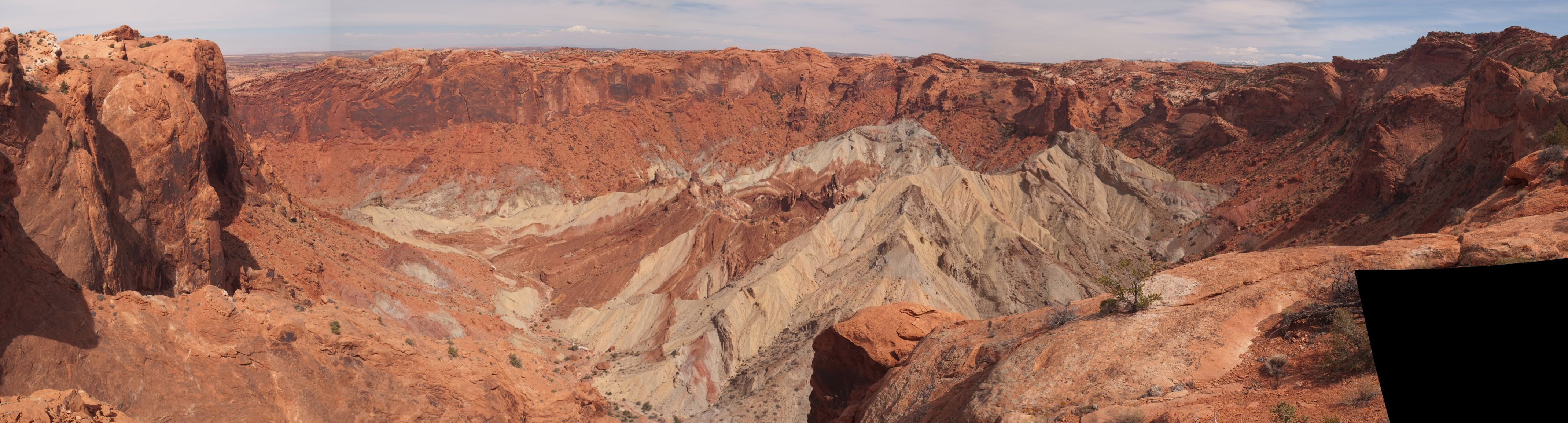
Panorama Upheaval Dome